# Champagnac (Cantal)
Pour les articles homonymes, voir Champagnac.
Champagnac (autrefois appelé Champagnac-les-Mines) est une commune française, située dans le département du Cantal en région Auvergne-Rhône-Alpes.
Au cœur du modeste bassin minier, Champagnac est connue pour son riche passé industriel d'exploitation charbonnière. La houille y est exploitée dès le Moyen Âge et de façon industrielle entre 1842 et 1959, favorisant pleinement l'économie locale.
Ses habitants sont appelés les Champagnacois.

## Géographie

### Localisation
La commune de Champagnac domine les gorges de la Dordogne, elle est située à 12 km de Neuvic et 15 km de Bort-les-Orgues. Au cœur du pays Sumène-Artense, elle domine la commune d'Ydes qui se trouve en contrebas.
| Dordogne           | Saint-Pierre         | Sarroux - Saint Julien (Corrèze) Dordogne |
| Sérandon (Corrèze) | Champagnac           | Madic                                     |
| Dordogne           | Veyrières, Bassignac | Ydes                                      |

### Climat
Pour des articles plus généraux, voir Climat d'Auvergne-Rhône-Alpes et Climat du Cantal.
En 2010, le climat de la commune est de type climat des marges montargnardes, selon une étude du CNRS s'appuyant sur une série de données couvrant la période 1971-2000. En 2020, Météo-France publie une typologie des climats de la France métropolitaine dans laquelle la commune est exposée à un climat de montagne ou de marges de montagne et est dans la région climatique Ouest et nord-ouest du Massif Central, caractérisée par une pluviométrie annuelle de 900 à 1 500 mm, maximale en automne et en hiver.
Pour la période 1971-2000, la température annuelle moyenne est de 9,6 °C, avec une amplitude thermique annuelle de 15,1 °C. Le cumul annuel moyen de précipitations est de 1 253 mm, avec 13,3 jours de précipitations en janvier et 8 jours en juillet. Pour la période 1991-2020, la température moyenne annuelle observée sur la station météorologique de Météo-France la plus proche, sur la commune de Saignes à 7 km à vol d'oiseau, est de 11,3 °C et le cumul annuel moyen de précipitations est de 987,0 mm,. Pour l'avenir, les paramètres climatiques de la commune estimés pour 2050 selon différents scénarios d'émission de gaz à effet de serre sont consultables sur un site dédié publié par Météo-France en novembre 2022.

## Urbanisme

### Typologie
Au 1er janvier 2024, Champagnac est catégorisée commune rurale à habitat dispersé, selon la nouvelle grille communale de densité à 7 niveaux définie par l'Insee en 2022.
Elle appartient à l'unité urbaine d'Ydes, une agglomération intra-départementale dont elle est une commune de la banlieue,. Par ailleurs la commune fait partie de l'aire d'attraction de Bort-les-Orgues, dont elle est une commune de la couronne,. Cette aire, qui regroupe 11 communes, est catégorisée dans les aires de moins de 50 000 habitants,.

### Occupation des sols
L'occupation des sols de la commune, telle qu'elle ressort de la base de données européenne d’occupation biophysique des sols Corine Land Cover (CLC), est marquée par l'importance des territoires agricoles (72,2 % en 2018), une proportion sensiblement équivalente à celle de 1990 (72,9 %). La répartition détaillée en 2018 est la suivante : prairies (55,7 %), forêts (23,2 %), zones agricoles hétérogènes (16,5 %), zones urbanisées (3,3 %), eaux continentales (1,3 %). L'évolution de l’occupation des sols de la commune et de ses infrastructures peut être observée sur les différentes représentations cartographiques du territoire : la carte de Cassini (XVIIIe siècle), la carte d'état-major (1820-1866) et les cartes ou photos aériennes de l'IGN pour la période actuelle (1950 à aujourd'hui).

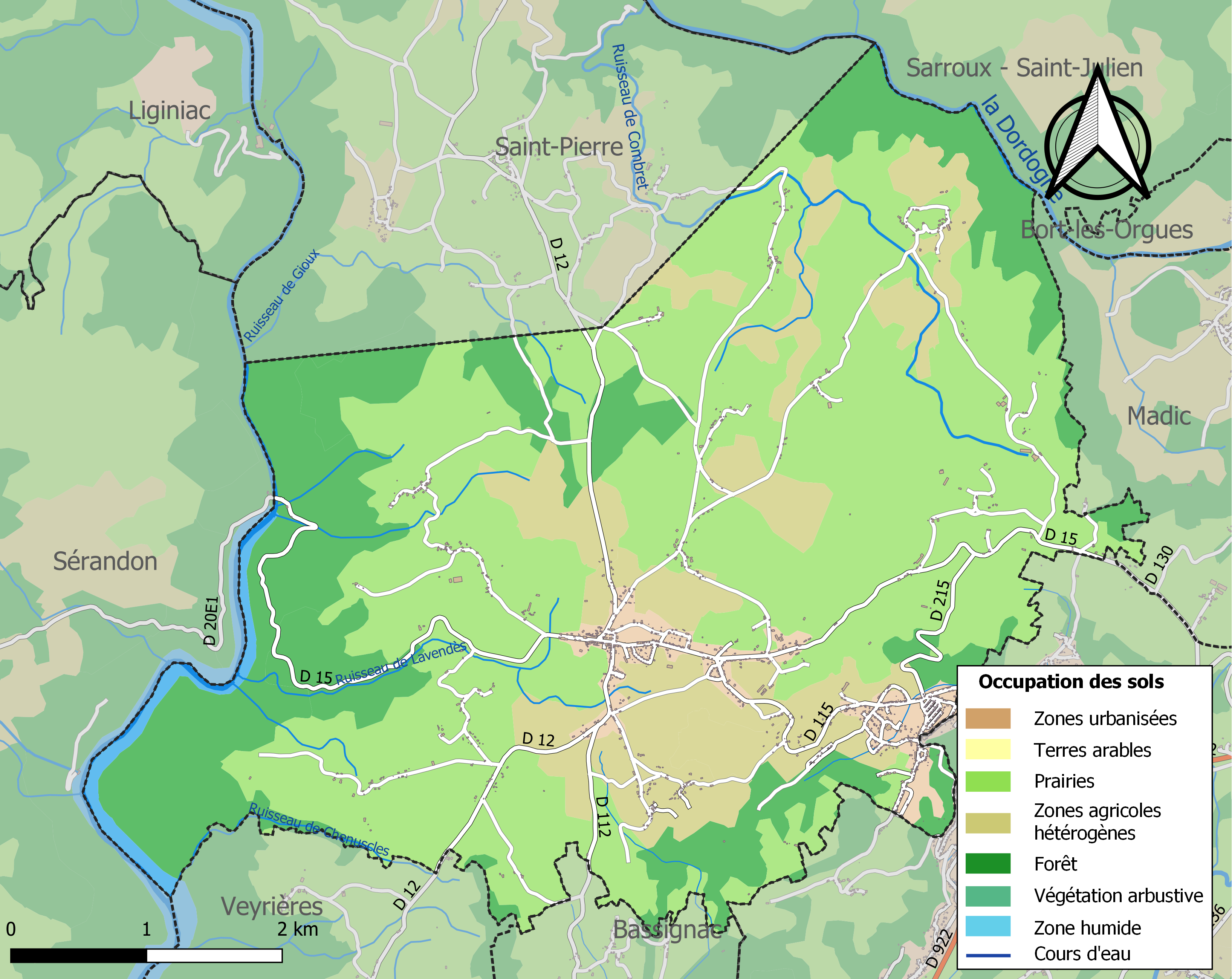
Carte des infrastructures et de l'occupation des sols de la commune en 2018 (CLC).

### Habitat et logement
En 2018, le nombre total de logements dans la commune était de 737, alors qu'il était de 699 en 2013 et de 709 en 2008.
Parmi ces logements, 68,8 % étaient des résidences principales, 17,2 % des résidences secondaires et 14 % des logements vacants. Ces logements étaient pour 90,6 % d'entre eux des maisons individuelles et pour 8,2 % des appartements.
Le tableau ci-dessous présente la typologie des logements à Champagnac en 2018 en comparaison avec celle du Cantal et de la France entière. Une caractéristique marquante du parc de logements est ainsi une proportion de résidences secondaires et logements occasionnels (17,2 %) inférieure à celle du département (20,4 %) mais supérieure à celle de la France entière (9,7 %). Concernant le statut d'occupation de ces logements, 77,7 % des habitants de la commune sont propriétaires de leur logement (77,1 % en 2013), contre 70,4 % pour le Cantal et 57,5 pour la France entière.
| Typologie                                               | Champagnac | Cantal | France entière |
| ------------------------------------------------------- | ---------- | ------ | -------------- |
| Résidences principales (en %)                           | 68,8       | 67,7   | 82,1           |
| Résidences secondaires et logements occasionnels (en %) | 17,2       | 20,4   | 9,7            |
| Logements vacants (en %)                                | 14         | 11,9   | 8,2            |

## Toponymie
Le nom Champagnac est issu de l'étymon Campaniacum, nom de domaine gallo-romain formé, d'une part, sur le nom de personne Campanius, et d'autre part sur le suffixe -acum caractéristique des noms de domaine.
Si l'appellation Champagnac-les-Mines n'a semble-t-il jamais été officielle, elle a toutefois été largement utilisée, y compris dans le Journal officiel.

## Histoire
En 1823, elle fusionne avec Prodelles. En 1871, la commune a donné naissance par démembrement à la commune de Saint-Pierre.
Champagnac fut le plus grand centre minier d'Auvergne, l'exploitation officielle du filon commença en 1836 avec la première concession royale, même si des paysans avaient déjà commencé à récolter du charbon depuis au moins le XVIe siècle. L'exploitation de cette ressources s'industrialisa ensuite progressivement, mais c'est avec l'arrivée du chemin de fer en 1882 que la mine pris son essor. En mai 1895, lors d'une grève importante des mineurs, tout le bassin minier a été assiégé par le 139e régiment d'infanterie et les brigades de gendarmerie. Plusieurs autres grèves se déroulèrent sur place, notamment entre 1918 et 1929.
L’apogée de l’exploitation fut atteinte en 1938, et la mine fermée en 1959 après plusieurs années de déclin et de difficultés financières. Depuis 1991, un musée retrace son histoire.

Mines de charbon de Champagnac.
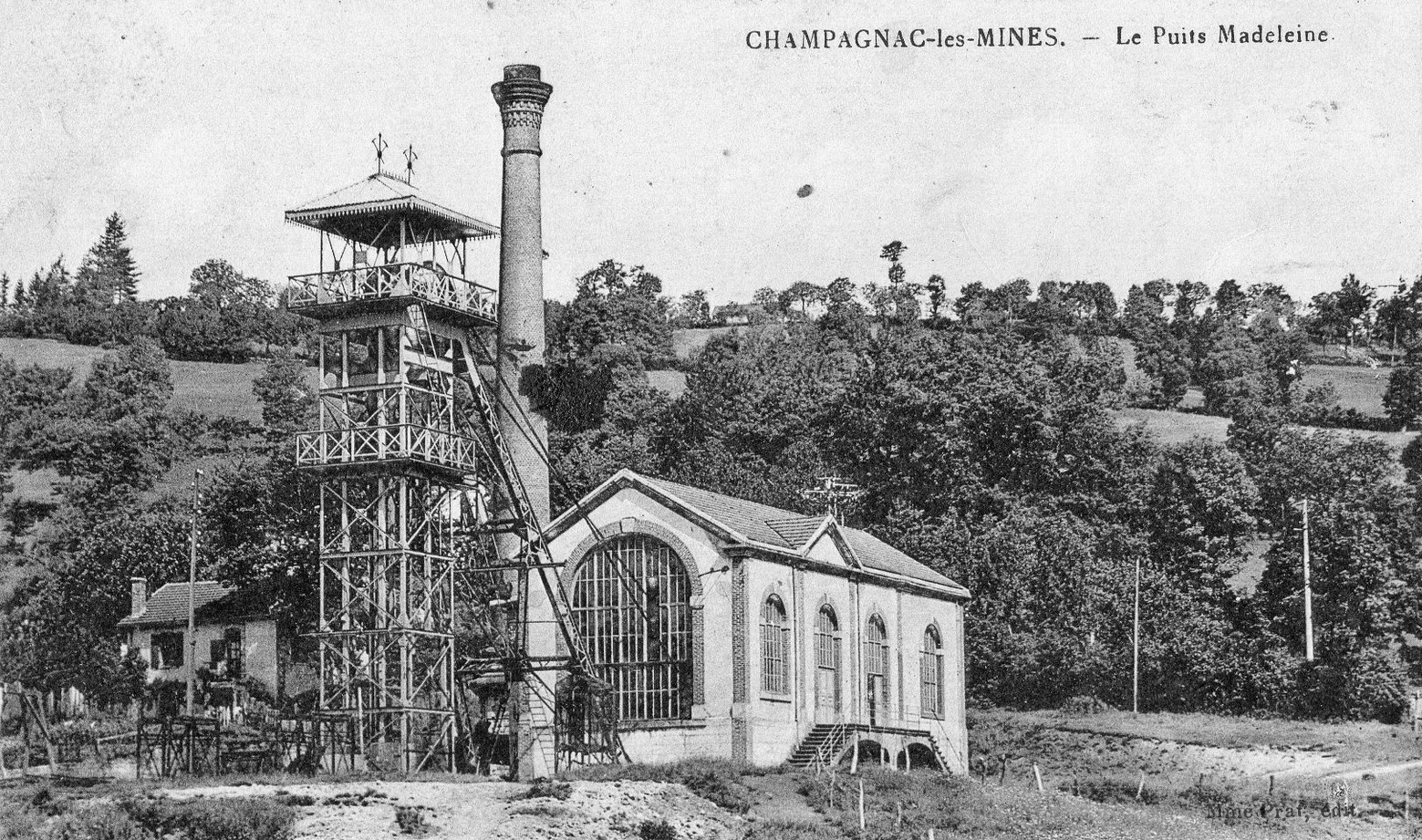
Le puits Madeleine.
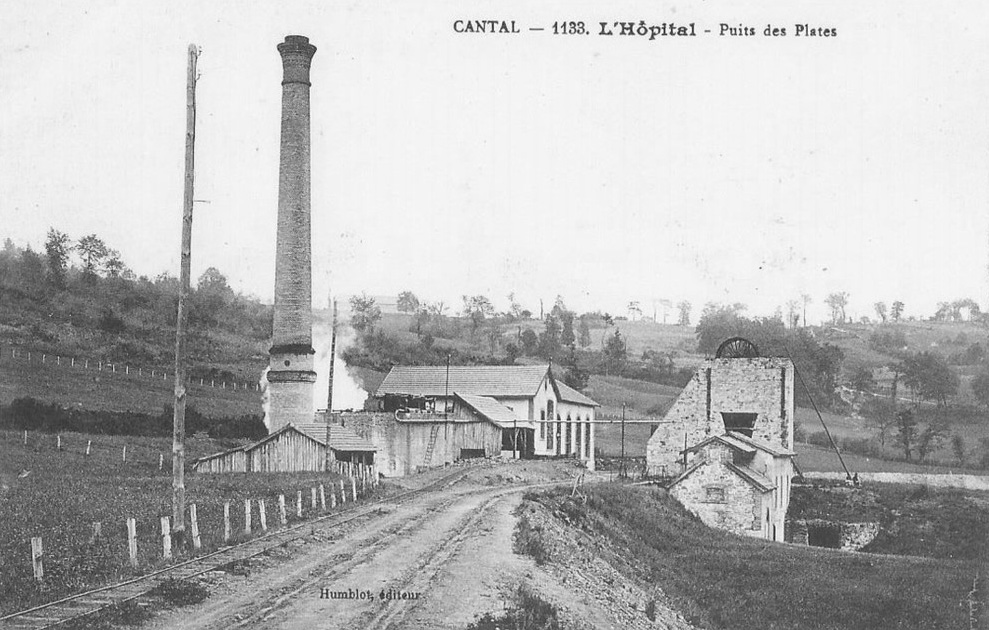
Le puits des Plattes.
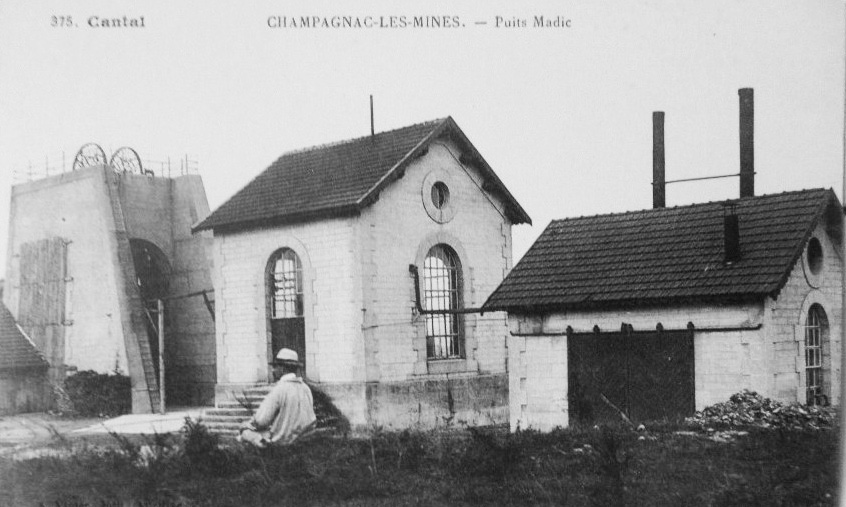
Le puits Madic.

## Politique et administration

### Découpage territorial
La commune de Champagnac est membre de la Sumène Artense communauté, un établissement public de coopération intercommunale (EPCI) à fiscalité propre créé le 30 décembre 1999 dont le siège est à Champs-sur-Tarentaine-Marchal. Ce dernier est par ailleurs membre d'autres groupements intercommunaux.
Sur le plan administratif, elle est rattachée à l'arrondissement de Mauriac, à la circonscription administrative de l'État du Cantal et à la région Auvergne-Rhône-Alpes.
Sur le plan électoral, elle dépend du canton d'Ydes pour l'élection des conseillers départementaux, depuis le redécoupage cantonal de 2014 entré en vigueur en 2015, et de la deuxième circonscription du Cantal  pour les élections législatives, depuis le dernier découpage électoral de 2010.

### Tendances politiques et résultats
Durant le XXe siècle, la commune de Champagnac offrait des scores importants aux socialistes et aux communistes grâce aux voix des mineurs, se démarquant ainsi des autres communes rurales du département.  Ainsi, lors des législatives de 1936, la SFIO rassemblait 59.53% et le PCF 11.56% alors que ces deux partis réalisaient 40.56% et 3.97% dans la circonscription. Lors des élections constituantes de 1946, le PCF arriva en tête avec 48.88% suivit de la SFIO à 30.25%. Ces scores étaient encore plus importants sur le Bois-de-Lempre, zone minière de la commune.
Si cette particularité a continué après la fermeture de la mine, comme les résultats des présidentielles l'attestent, elle s'est progressivement réduite, essentiellement au profit de l'extrême droite, même si les scores de la gauche sur Champagnac demeurent supérieurs à la moyenne départementale.
·       Présidentielles de 1965
|                              | Résultats locaux |            |        |                |
| Candidats                    | Cantal           | Champagnac | Bourg  | Bois de Lempre |
| Charles de Gaulle            | 49,05%           | 36,90%     | 42,70% | 27,36%         |
| François Mitterrand          | 25,39%           | 46,87%     | 37,16% | 62,84%         |
| Jean Lecanuet                | 18,39%           | 11,49%     | 14,17% | 7,10%          |
| Jean-Louis Tixier-Vignancour | 4,24%            | 2,94%      | 3,90%  | 2,03%          |
| Pierre Marcilhacy            | 2,01%            | 1,27%      | 1,85%  | 0,34%          |
| Marcel Barbu                 | 0,92%            | 0,25%      | 0,21   | 0,33%          |

·       Présidentielles de 1969
|                  | Résultats locaux |            |        |                |
| Candidats        | Cantal           | Champagnac | Bourg  | Bois de Lempre |
| Georges Pompidou | 69,79%           | 48,53%     | 53,70% | 39,86%         |
| Jacques Duclos   | 14,01%           | 34,53%     | 27,29% | 46,62%         |
| Alain Poher      | 8,90%            | 9,73%      | 11,73% | 6,41%          |
| Gaston Defferre  | 3,63%            | 2,53%      | 2,77%  | 2,14%          |
| Michel Rocard    | 2,31%            | 2,40%      | 2,34%  | 2,49%          |
| Alain Krivine    | 0,71%            | 1,33%      | 1,06%  | 1,78%          |
| Louis Ducatel    | 0,64%            | 0,93%      | 1,07%  | 0,71%          |

·       Présidentielle de 1974
|                          | Résultats locaux |            |        |                |
| Candidat                 | Cantal           | Champagnac | Bourg  | Bois de Lempre |
| Valéry Giscard d'Estaing | 46,50%           | 31,05%     | 37,43% | 20,32%         |
| François Mitterrand      | 32,89%           | 54,39%     | 48,75% | 63,87%         |
| Jacques Chaban-Delmas    | 12,12%           | 9,39%      | 9,02%  | 10,00%         |
| Arlette Laguiller        | 4,03%            | 3,13%      | 2,11%  | 4,84%          |
| Jean Royer               | 2,29%            | 0,72%      | 0,96%  | 0,32%          |
| Jean-Marie Le Pen        | 0,60%            | 0,36%      | 0,58%  | 0              |
| René Dumont              | 0,55%            | 0,48%      | 0,58%  | 0,32%          |
| Emile Muller             | 0,36%            | 0,12%      | 0      | 0,32%          |
| Alain Krivine            | 0,31%            | 0,12%      | 0,19%  | 0              |
| Bertrand Renouvin        | 0,19%            | 0,12%      | 0,19%  | 0              |
| Jean-Claude Sebag        | 0,12%            | 0,12%      | 0,19%  | 0              |
| Guy Héraud               | 0,05%            | 0          | 0      | 0              |

·       Présidentielle de 1981
|                          | Résultats locaux |            |        |                |
| Candidats                | Cantal           | Champagnac | Bourg  | Bois de Lempre |
| Jacques Chirac           | 33,45%           | 32,28      | 35,83% | 26,55%         |
| Valéry Giscard d'Estaing | 25,92%           | 13,77      | 14,26% | 12,98%         |
| François Mitterrand      | 22,11%           | 23,14%     | 25,23% | 19,76%         |
| Georges Marchais         | 10,59%           | 25,85%     | 19,38% | 36,28%         |
| Arlette Laguiller        | 2,17%            | 0,79%      | 0,37%  | 1,47%          |
| Brice Lalonde            | 2,14%            | 1,02%      | 1,46%  | 0,29%          |
| Michel Crépeau           | 1,14%            | 1,24%      | 1,46%  | 0,88%          |
| Marie-France Garaud      | 0,93%            | 0,56%      | 0,91%  | 0,00%          |
| Michel Debré             | 0,89%            | 1,13%      | 0,91%  | 1,47%          |
| Huguette Bouchardeau     |                  | 0,23%      | 0,18%  | 0,29%          |

·       Présidentielles de 1988
|                     | Résultats locaux |            |        |                |
| Candidats           | Cantal           | Champagnac | Bourg  | Bois de Lempre |
| Jacques Chirac      | 37,45%           | 31,40%     | 34,86% | 25,73%         |
| François Mitterrand | 31,79%           | 40,42%     | 38,05% | 44,30%         |
| Raymond Barre       | 11,52%           | 5,44%      | 6,18%  | 4,23%          |
| Jean-Marie Le Pen   | 7,10%            | 7,66%      | 7,57%  | 7,82%          |
| André Lajoinie      | 5,68%            | 10,38%     | 7,97%  | 14,33%         |
| Antoine Waechter    | 2,44%            | 1,36%      | 1,59%  | 0,98%          |
| Arlette Laguiller   | 1,93%            | 2,47%      | 2,39%  | 2,61%          |
| Pierre Juquin       | 1,82%            | 0,74%      | 1,20%  | 0,00%          |
| Pierre Boussel      | 0,27%            | 0,12%      | 0,20%  | 0,00%          |

•    Élections présidentielles de 1995
|                      | Résultats locaux |            |       |                |
| Candidats            | Cantal           | Champagnac | Bourg | Bois de Lempre |
| Jacques Chirac       | 40,98%           | 45,84%     |       |                |
| Lionel Jospin        | 21,03%           | 23,19%     |       |                |
| Edouard Balladur     | 14,09%           | 6,00%      |       |                |
| Jean-Marie Le Pen    | 7,12%            | 6,28%      |       |                |
| Robert Hue           | 6,84%            | 9,96%      |       |                |
| Arlette Laguiller    | 4,13%            | 5,18%      |       |                |
| Philippe de Villiers | 3,40%            | 1,50%      |       |                |
| Dominique Voynet     | 2,07%            | 1,50%      |       |                |
| Jacques Cheminade    | 0,34%            | 0,55%      |       |                |

•    Élections présidentielles de 2002
|                         | Résultats locaux |            |        |                |
| Candidats               | Cantal           | Champagnac | Bourg  | Bois de Lempre |
| Jacques Chirac          | 30,87%           | 29,87%     | 30,85% | 27,85%         |
| Lionel Jospin           | 14,38%           | 20,61%     | 21,23% | 18.83%         |
| Jean-Marie Le Pen       | 11,12%           | 10,23%     | 11,16% | 8,44%          |
| Jean Saint-Josse        | 9,32%            | 9,08%      | 10,57% | 7,17%          |
| François Bayrou         | 5,51%            | 1,87%      | 1,10%  | 3,38%          |
| Arlette Laguiller       | 5,03%            | 9,65%      | 7,22%  | 14,35%         |
| Jean-Pierre Chevènement | 4,42%            | 2,31%      | 2,41%  | 2,11%          |
| Olivier Besancenot      | 4,33%            | 4,90%      | 5,03%  | 4,64%          |
| Noël Mamère             | 3,31%            | 3,31%      | 2,84%  | 4,22%          |
| Robert Hue              | 2,77%            | 4,03%      | 3,50%  | 5,06%          |
| Alain Madelin           | 2,77%            | 1,01%      | 1,09%  | 0,84%          |
| Bruno Mégret            | 1,74%            | 0,72%      | 0,67%  | 0,84%          |
| Corinne Lepage          | 1,61%            | 0,86%      | 1,09%  | 0,42%          |
| Christiane Taubira      | 1,38%            | 0,43%      | 0,66%  | 0,00%          |
| Christine Boutin        | 0,92%            | 0,86%      | 1,09%  | 0,42%          |
| Daniel Gluckstein       | 0,52%            | 0,29%      | 0,00%  | 0,42%          |

•    Élections présidentielles de 2007
|                      | Résultats locaux |            |        |                |
| Candidats            | Cantal           | Champagnac | Bourg  | Bois de Lempre |
| Nicolas Sarkozy      | 33,36%           | 21,54%     | 22,95% | 19,06%         |
| Ségolène Royal       | 24,00%           | 37,60%     | 35,86% | 40,65%         |
| François Bayrou      | 20,13%           | 14,88%     | 14,55% | 15,83%         |
| Jean-Marie Le Pen    | 8,17%            | 8,09%      | 9,02%  | 6,47%          |
| Olivier Besancenot   | 3,86%            | 3,66%      | 2,87%  | 5,04%          |
| Frédéric Nihous      | 2,47%            | 2,48%      | 2,67%  | 2,16%          |
| Philippe de Villiers | 2,04%            | 2,74%      | 3,48%  | 1,44%          |
| José Bové            | 1,52%            | 3,00%      | 3,48%  | 2,16%          |
| Marie-George Buffet  | 1,44%            | 2,48%      | 2,05%  | 3,24%          |
| Arlette Laguiller    | 1,26%            | 2,48%      | 1,84%  | 3,60%          |
| Dominique Voynet     | 1,19%            | 0,52%      | 0,82%  | 0,00%          |
| Gérard Schivardi     | 0,55%            | 0,39%      | 0,41%  | 0,36%          |

•    Élections présidentielles de 2012
|                       | Résultats locaux |            |        |                |
| Candidats             | Cantal           | Champagnac | Bourg  | Bois de Lempre |
| François Hollande     | 30,84%           | 47,07%     | 45,22% | 50,81%         |
| Nicolas Sarkozy       | 28,61%           | 17,47%     | 19,52% | 13,31%         |
| Marine Le Pen         | 15,12%           | 14,40%     | 16,73% | 9,68%          |
| François Bayrou       | 11,16%           | 6,40%      | 5,38%  | 8,47%          |
| Jean-Luc Mélenchon    | 8,98%            | 8,93%      | 6,77%  | 13,31%         |
| Nicolas Dupont-Aignan | 1,66%            | 1,47%      | 1,99%  | 0,40%          |
| Eva Joly              | 1,56%            | 1,73%      | 2,19%  | 0,81%          |
| Philippe Poutou       | 1,24%            | 1,60%      | 1,39%  | 2,02%          |
| Nathalie Arthaud      | 0,60%            | 0,53%      | 0,20%  | 1,21%          |
| Jacques Cheminade     | 0,24%            | 0,40%      | 0,60%  | 0,00%          |

Présidentielle 2017
|                       | Résultats locaux |            |        |                |
| Candidats             | Cantal           | Champagnac | Bourg  | Bois de Lempre |
| Emmanuel Macron       | 26,73%           | 27,45%     | 25,73% | 30,91%         |
| François Fillon       | 23,58%           | 13,88%     | 15,80% | 10,00%         |
| Marine Le Pen         | 18,17%           | 22,32%     | 22,12% | 22,73%         |
| Jean-Luc Mélenchon    | 15,91%           | 22,32%     | 21,67% | 23,64%         |
| Benoît Hamon          | 5,25%            | 5,73%      | 6,55%  | 4,90%          |
| Nicolas Dupont-Aignan | 4,42%            | 2,11%      | 2,48%  | 1,36%          |
| Jean Lassalle         | 3,10%            | 1,96%      | 2,03%  | 1,82%          |
| Philippe Poutou       | 1,29%            | 1,66%      | 0,90%  | 3,18%          |
| Nathalie Arthaud      | 0,76%            | 1,06%      | 1,13%  | 0,91%          |
| François Asselineau   | 0,58%            | 0,75%      | 1,13%  | 0              |
| Jacques Cheminade     | 0,22%            | 0,75%      | 0,45%  | 1,36%          |

Présidentielle 2022
|                       | Résultats locaux |            |        |                |
| Candidats             | Cantal           | Champagnac | Bourg  | Bois de Lempre |
| Emmanuel Macron       | 28,42%           | 26,44%     | 27,05% | 25,25%         |
| Marine Le Pen         | 24,48%           | 31,10%     | 29,55% | 34,48%         |
| Jean-Luc Mélenchon    | 14,69%           | 18,97%     | 18,86% | 19,21%         |
| Valérie Pécresse      | 7,93%            | 4,20%      | 4,32%  | 3,99%          |
| Jean Lassalle         | 7,77%            | 6,69%      | 7,05%  | 5,91%          |
| Éric Zemmour          | 5,57%            | 4,51%      | 4,77%  | 3,94%          |
| Yannick Jadot         | 3,12%            | 1,24%      | 0,91%  | 1,98%          |
| Fabien Roussel        | 2,83%            | 2,33%      | 2,95%  | 0,99%          |
| Anne Hidalgo          | 2,05%            | 1,56%      | 0,91%  | 2,96%          |
| Nicolas Dupont-Aignan | 1,76%            | 2,02%      | 2,50%  | 0,99%          |
| Philippe Poutou       | 0,74%            | 0,62%      | 0,68%  | 0,49%          |
| Nathalie Arthaud      | 0,63%            | 0,31%      | 0,45%  | 0              |

### Liste des maires
| Période                                  | Période      | Identité              | Étiquette | Qualité                                            |
| ---------------------------------------- | ------------ | --------------------- | --------- | -------------------------------------------------- |
| Les données manquantes sont à compléter. |              |                       |           |                                                    |
| 1965                                     | 1966         | Jean Couly            |           |                                                    |
| 1966                                     | 1977         | Eymard Louis          |           |                                                    |
| 1977                                     | 1995         | Raoul Combes          |           |                                                    |
| mars 1995                                | 2001         | Guy Tereyjol          | DVG       | Enseignant à la retraite et responsable associatif |
| mars 2001                                | 2008         | Jean-Pierre Galeyrand | DVG       | Médecin et responsable associatif                  |
| mars 2008                                | 2014         | Jacques Auchabie      | DVD       |                                                    |
| mars 2014                                | juillet 2020 | Gilles Rios           | SE        | Contremaître                                       |
| juillet 2020                             | février 2023 | Jean-Pierre Galeyrand | DVG       | Médecin                                            |
| mars 2023                                | En cours     | Gilles Rios           | SE        | Ancien maire de la commune.                        |

## Population et société

### Démographie

#### Évolution démographique
L'évolution du nombre d'habitants est connue à travers les recensements de la population effectués dans la commune depuis 1793. Pour les communes de moins de 10 000 habitants, une enquête de recensement portant sur toute la population est réalisée tous les cinq ans, les populations de référence des années intermédiaires étant quant à elles estimées par interpolation ou extrapolation. Pour la commune, le premier recensement exhaustif entrant dans le cadre du nouveau dispositif a été réalisé en 2005.

En 2022, la commune comptait 1 023 habitants, en évolution de −6,06 % par rapport à 2016 (Cantal : −1,08 %, France hors Mayotte : +2,11 %).
| 1793  | 1800  | 1806  | 1821  | 1831  | 1836  | 1841  | 1846  | 1851  |
| ----- | ----- | ----- | ----- | ----- | ----- | ----- | ----- | ----- |
| 1 513 | 1 419 | 1 580 | 1 479 | 1 737 | 1 778 | 1 993 | 1 979 | 2 105 |

| 1856  | 1861  | 1866  | 1872  | 1876  | 1881  | 1886  | 1891  | 1896  |
| ----- | ----- | ----- | ----- | ----- | ----- | ----- | ----- | ----- |
| 2 041 | 1 873 | 1 872 | 1 325 | 1 341 | 1 366 | 1 600 | 1 673 | 1 818 |

| 1901  | 1906  | 1911  | 1921  | 1926  | 1931  | 1936  | 1946  | 1954  |
| ----- | ----- | ----- | ----- | ----- | ----- | ----- | ----- | ----- |
| 1 998 | 1 993 | 2 120 | 2 092 | 2 207 | 2 025 | 2 072 | 2 070 | 2 059 |

| 1962  | 1968  | 1975  | 1982  | 1990  | 1999  | 2005  | 2006  | 2010  |
| ----- | ----- | ----- | ----- | ----- | ----- | ----- | ----- | ----- |
| 1 660 | 1 390 | 1 418 | 1 382 | 1 339 | 1 169 | 1 129 | 1 122 | 1 062 |

| 2015  | 2020  | 2022  | - | - | - | - | - | - |
| ----- | ----- | ----- | - | - | - | - | - | - |
| 1 084 | 1 040 | 1 023 | - | - | - | - | - | - |

#### Pyramide des âges
La population de la commune est plus jeune que celle du département. En 2021, le taux de personnes d'un âge inférieur à 30 ans s'élève à 27,7 %, soit un taux supérieur à la moyenne départementale (26,5 %). À l'inverse, le taux de personnes d'un âge supérieur à 60 ans (35,7 %) est inférieur au taux départemental (36,6 %).
En 2021, la commune comptait 512 hommes pour 514 femmes, soit un taux de 50,1 % de femmes, inférieur au taux départemental (51,1 %).
Les pyramides des âges de la commune et du département s'établissent comme suit :
| Hommes | Classe d’âge | Femmes |
| ------ | ------------ | ------ |
| 0,2    | 90 ou +      | 1,8    |
| 8,6    | 75-89 ans    | 12,5   |
| 24,3   | 60-74 ans    | 24     |
| 24,1   | 45-59 ans    | 20,8   |
| 13     | 30-44 ans    | 15,4   |
| 15,6   | 15-29 ans    | 10,1   |
| 14,2   | 0-14 ans     | 15,5   |

| Hommes | Classe d’âge | Femmes |
| ------ | ------------ | ------ |
| 1,2    | 90 ou +      | 3,1    |
| 10,1   | 75-89 ans    | 13,5   |
| 22,9   | 60-74 ans    | 22,6   |
| 21,8   | 45-59 ans    | 20,5   |
| 16,1   | 30-44 ans    | 15,2   |
| 13,8   | 15-29 ans    | 11,9   |
| 14,2   | 0-14 ans     | 13,3   |

## Culture locale et patrimoine

### Lieux et monuments

#### Musée de la mine et patrimoine minier
La mine de charbon de Champagnac qui était la plus importante d'Auvergne employait 800 mineurs en 1938, moins de 250 en 1959 quand on décida de la fermer. En 1991, le musée a été inauguré, il retrace l'histoire de la mine, il a été agrandi en 2007.
Plusieurs vestiges de puits de mine subsistent sur le territoire communal et une sentier permet d'en faire le tour.

Patrimoine minier.
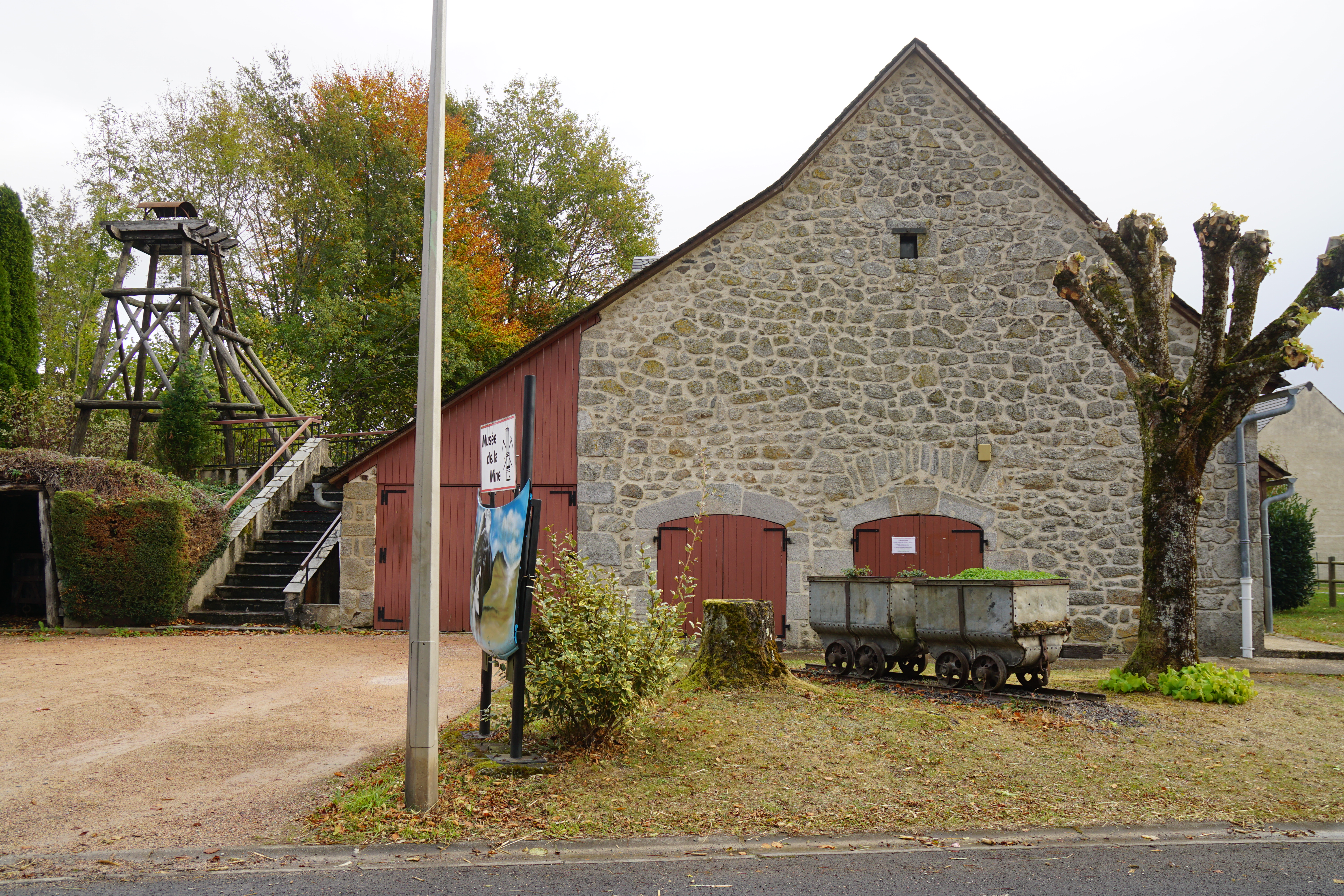
Le Musée de la mine.
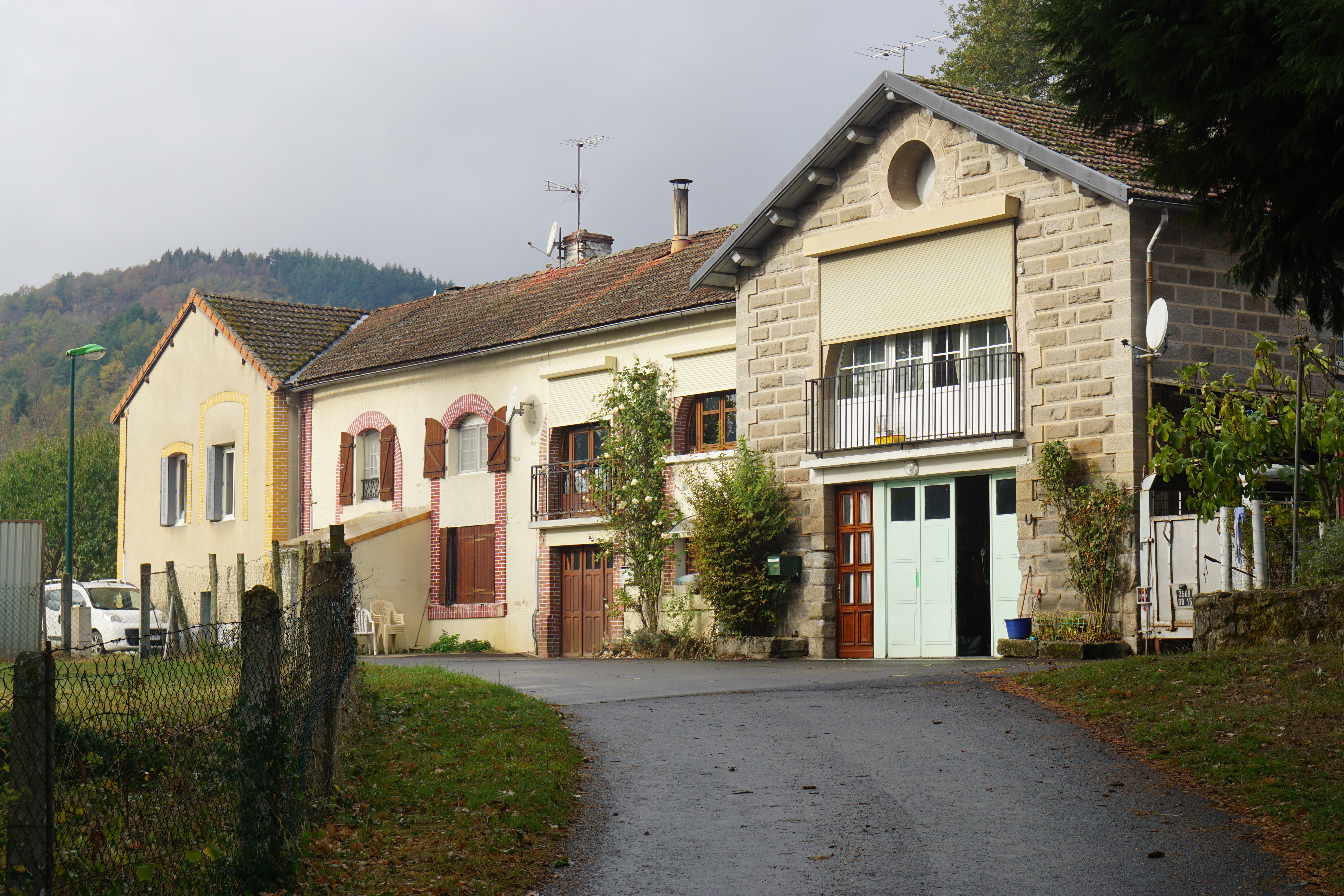
Bâtiments subsistants du puits des Plattes.
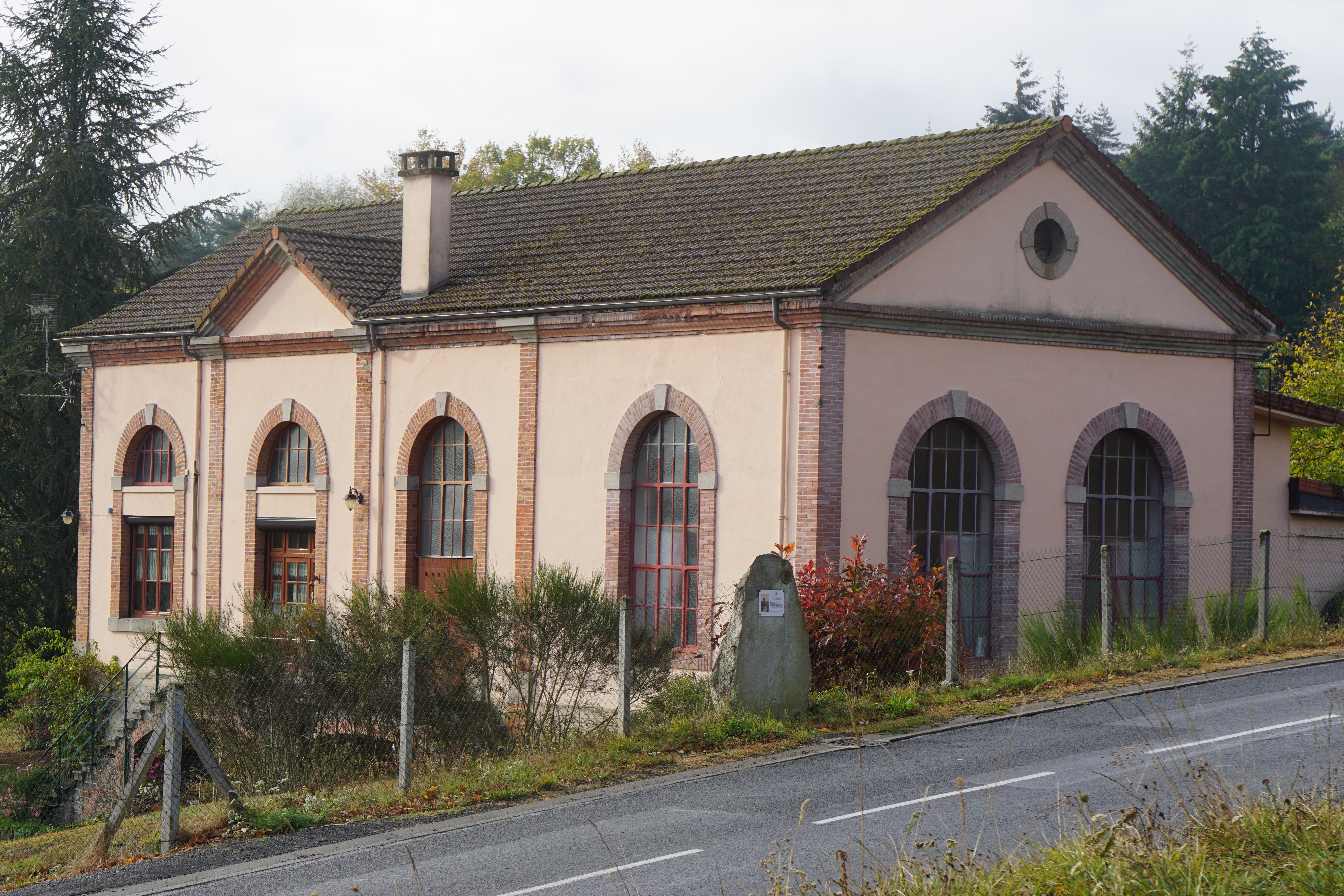
Ancien bâtiment de la machine d'extraction du puits Madeleine.
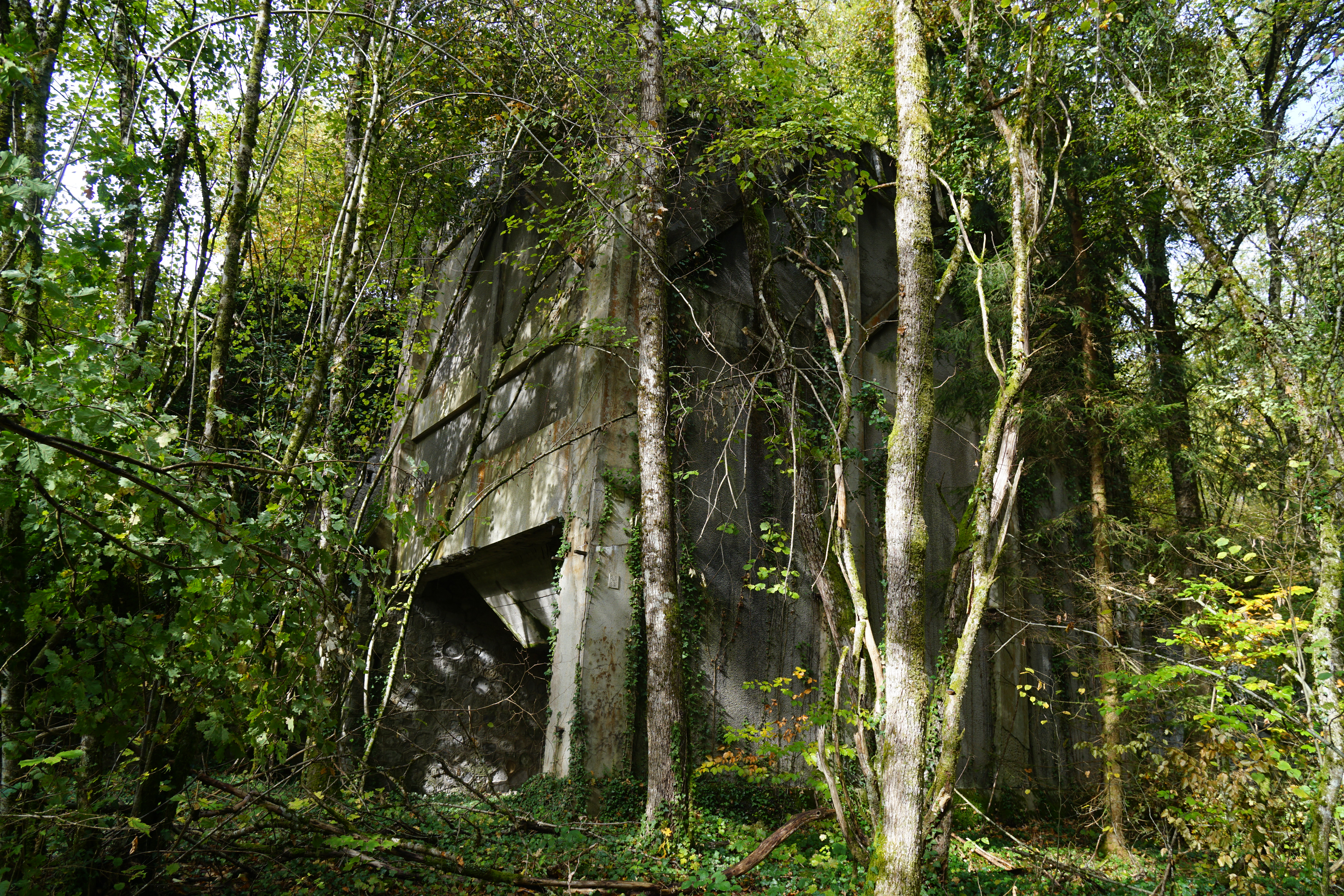
Trémie de chargement du puits Prodelles.

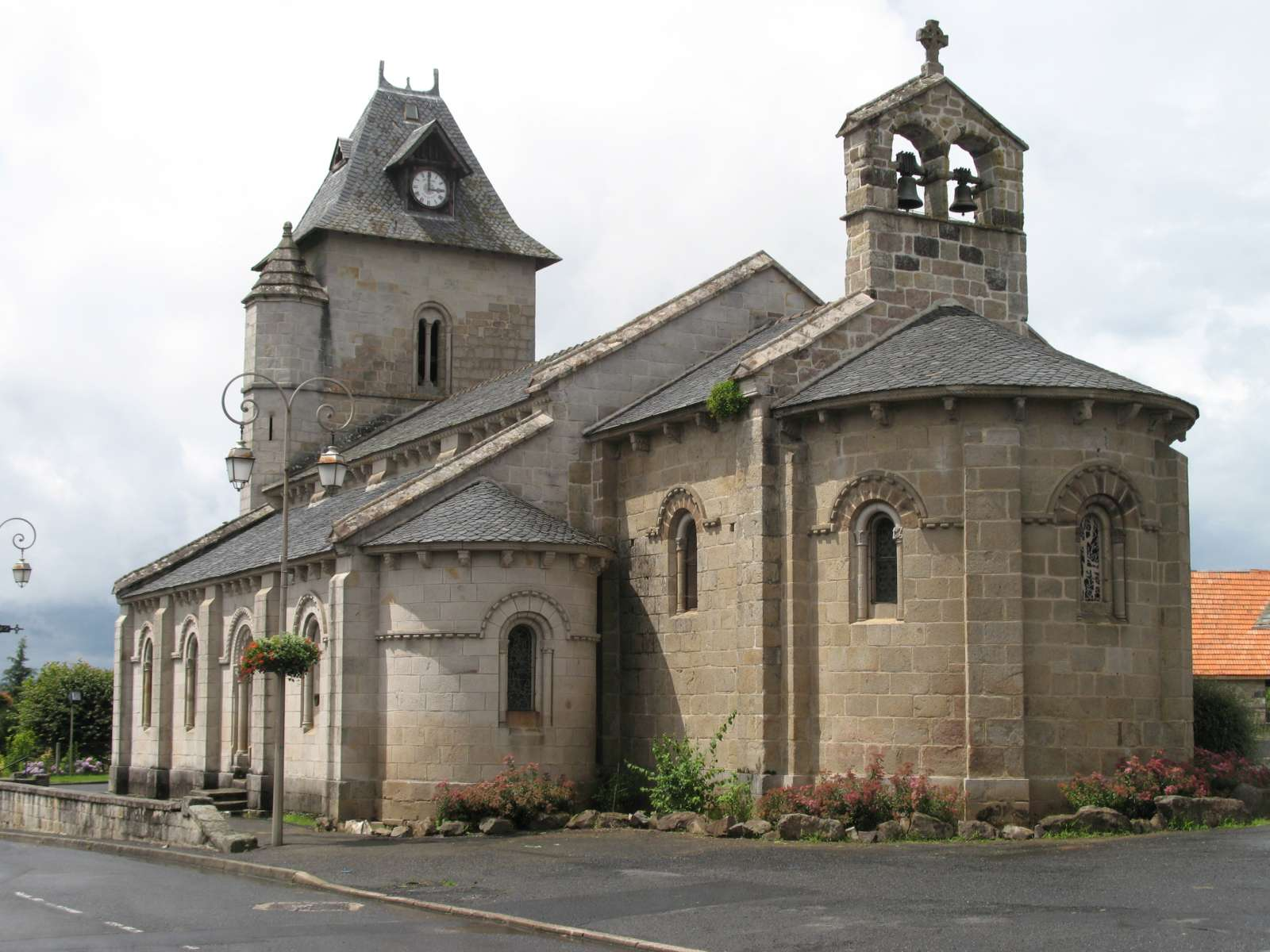
L'église Notre-Dame.

#### Église Notre-Dame
De style roman auvergnat, l'église Saint-Martin date du XIIe siècle. À l'intérieur, on peut admirer une statuette en bois polychrome du XVIIIe siècle, qui représente la Vierge Marie allaitant l'enfant Jésus.

### Héraldique
| Blason de Champagnac | Blason  | D'or à la bande d'azur chargée d'une rose du champ accostée de deux fleurs de lys d'argent à plomb, accompagnée de deux têtes de lion arrachées de gueules et lampassées d'azur. |
| Blason de Champagnac | Détails | Reprend des éléments des armoiries des diverses familles ayant été seigneurs de la commune.                                                                                      |